# 転写調節領域
転写調節領域（）または調節領域（）は、遺伝子の発現調節に関わる塩基配列を含むDNA領域のことである。

## 種類
転写調節領域にはいくつかの種類がある。
- 転写因子結合領域

転写調節領域のうち、転写因子が結合するものを指す。エンハンサー、サイレンサー、オペレーターなどが当てはまる。
- エンハンサー

ある遺伝子に対して転写を促進させる働きをもつ転写調節領域。アクチベーターが結合する。
- サイレンサー

ある遺伝子に対して転写を抑制させる働きをもつ転写調節領域。リプレッサーが結合する。
- オペレーター

オペロンの転写を制御する働きをもつ転写調節領域。主にリプレッサーが結合する。
- シスエレメント

遺伝子上流部の転写因子が結合する領域。オペレーターなどが当てはまる。
- プロモーター

RNAポリメラーゼが結合する転写調節領域。TATAボックスなどが当てはまる。

## 調節遺伝子
転写因子（調節タンパク質）を発現する遺伝子を調節遺伝子（制御遺伝子）と呼ぶ。転写調節領域とは異なる概念だが、転写調節領域のことを指す場合もある。